# Municipio de East Peter Creek
El municipio de East Peter Creek (en inglés: East Peter Creek Township) es un municipio ubicado en el condado de Cleburne en el estado estadounidense de Arkansas. En el año 2010 tenía una población de 716 habitantes y una densidad poblacional de 9,61 personas por km².

## Geografía
El municipio de East Peter Creek se encuentra ubicado en las coordenadas 35°35′44″N 91°56′34″O / 35.59556, -91.94278. Según la Oficina del Censo de los Estados Unidos, el municipio tiene una superficie total de 74.48 km², de la cual 74,48 km² corresponden a tierra firme y (0 %) 0 km² es agua.

## Demografía
Según el censo de 2010, había 716 personas residiendo en el municipio de East Peter Creek. La densidad de población era de 9,61 hab./km². De los 716 habitantes, el municipio de East Peter Creek estaba compuesto por el 99,16 % blancos, el 0,28 % eran amerindios y el 0,56 % eran de una mezcla de razas. Del total de la población el 0,84 % eran hispanos o latinos de cualquier raza.